# Chum (byggnadstyp)

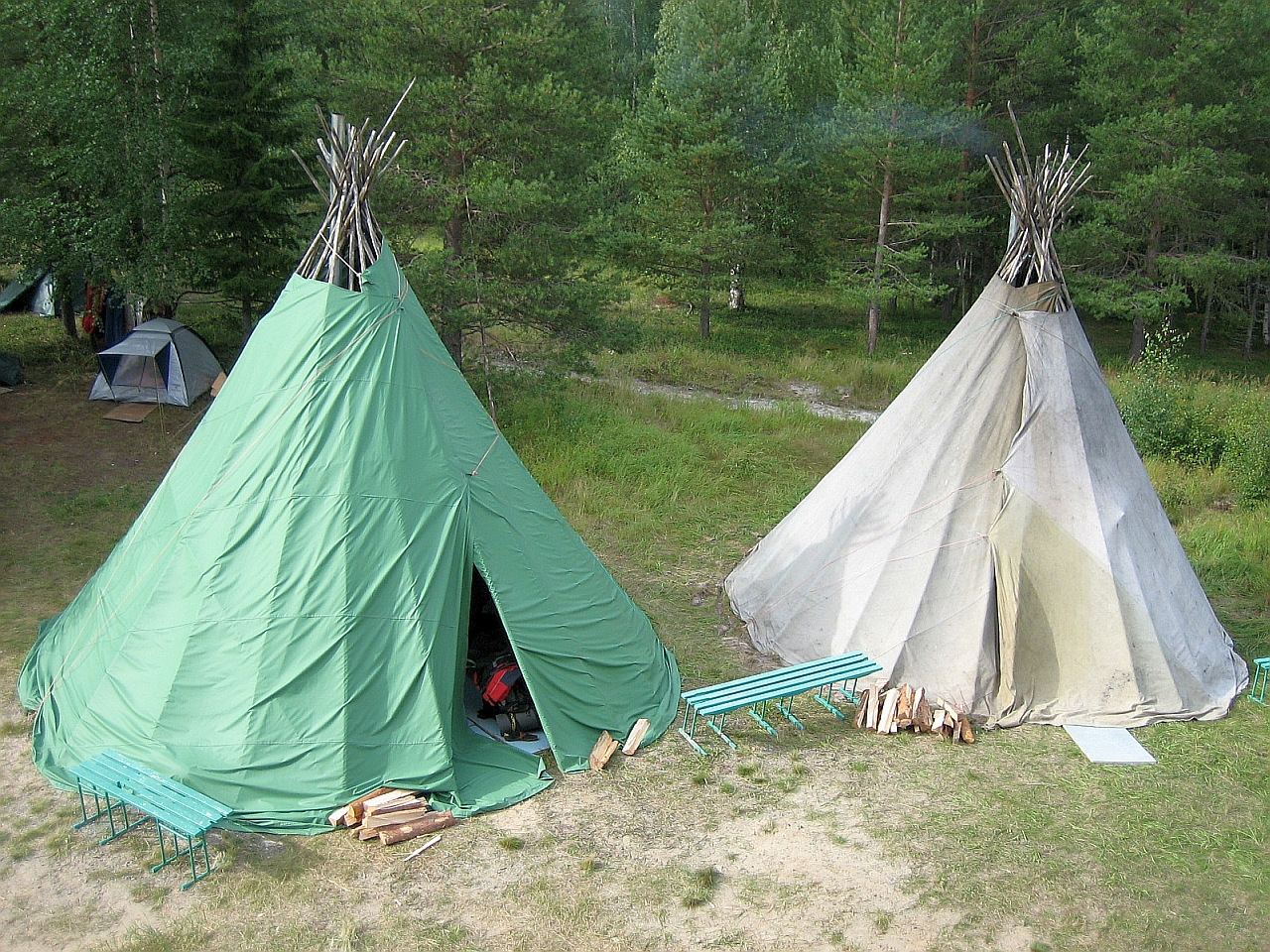
Två chum i västra Sibirien

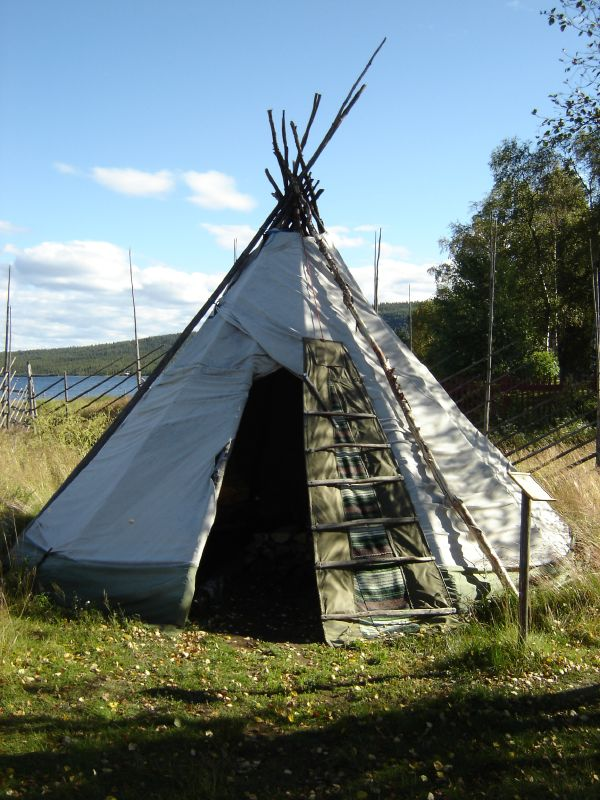
Den samiska klykstångskåtan liknar en chum.

Chum (uttalas "choom") är en provisorisk byggnad som används av nentsiska nomader och chantiska renskötare i nordvästra Sibirien i Ryssland. De används också av den sydligaste renskötare, av Todzha regionen i republiken Tuva och deras gränsöverskridande släktingar i norra Mongoliet. Den har en design som liknar en indiansk tipi men det är mindre vertikal, och det är mycket nära relaterat till samisk klykstångskåta i byggnadskonstruktion, men är något större i storlek.
Den traditionella chumen består av renskinn som sys ihop och lindade runt trästolpar som är organiserade i en cirkel. I mitten finns en eldstad används för uppvärmning och för att hålla myggorna borta. Röken flyr genom ett hål på toppen av chum. Duken och trästolpar var oftast ganska tunga, men kunde transporteras med hjälp av renar. Chumen är fortfarande i bruk idag som en året runt skydd för nentser, chanter och tuviner.